# Brandon Meriweather
(en) Statistiques sur pro-football-reference
Brandon Meriweather, né le 14 janvier 1984 à Apopka (Floride), est un joueur américain de football américain qui évolue au poste de safety.

## Jeunesse
Sa mère n'a que treize ans lorsqu'elle accouche de Brandon et à onze ans, il est placé chez des parents adoptifs.
Il a débuté au lycée le football américain en tant que kick returner tout en faisant de l'athlétisme et du basket-ball.

## Carrière universitaire
Il a effectué sa carrière universitaire à l'Université de Miami dans l'équipe spéciale et comme safety et cornerback (notamment en formation nickel). Il fut semi-finaliste du Jim Thorpe Award en 2005. Il a étudié la criminologie.

## Carrière professionnelle
Il fut drafté en 2007 à la 24e place (premier tour) par les Patriots de la Nouvelle-Angleterre avec lesquels il joue pendant 4 ans.
Lors de la saison NFL 2007, sa première saison, il participe au Super Bowl XLII contre les Giants de New York, après que son équipe ait réussi l'exploit de remporter 18 victoires en 18 rencontres avant la finale.
En 2011, il signe pour un an avec les Bears de Chicago.
En 2012, il est à nouveau transféré, s'engageant avec les Redskins de Washington pour 2 ans et 6 millions de dollars.